# Хавки

Ареал расселения хавков (chauques) в I в. н. э. (жёлтый цвет)

Ха́вки (устар. ха́уки, позднее ху́ги; лат. Chauci) — древнегерманское племя. Хавки жили между нижним течением рек Эмс и Эльба, по берегу Немецкого моря и по обоим берегам реки Везер.

## Этнографический очерк

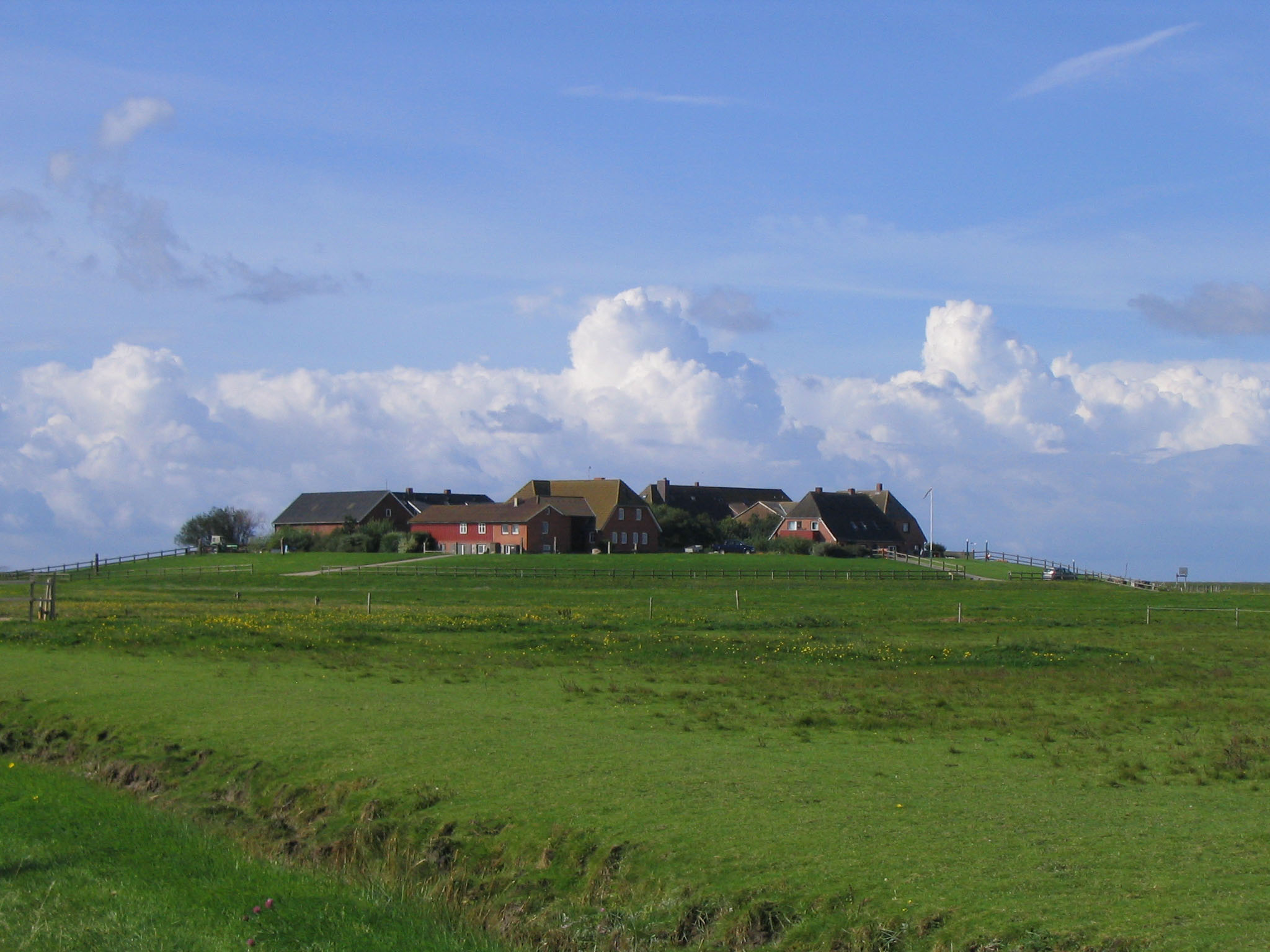
Tорпы хавок

Проживая в условиях низменной местности, подверженной наводнениям и заболачиванию, хавки возводили искусственные холмы из торфа.
По-видимому, название «хавки» использовалось применительно не к одному племени, а к целой группе. Хавки в свою очередь делились на «больших» и «малых», причем границей между теми и другими служила река Везер. Тацит в «Германии» указывает на многочисленность и могущество, но в то же время и на миролюбие и добросердечие хавков. Хавки пришли в соприкосновение с римлянами при императоре Августе: в 12 году до н.э. Друз Старший прошел через их страну и силой принудил их к союзу с Римом, что вызвало присоединение хавков к союзу германских племен, противостоящему Риму. Затем в их стране действовали Тиберий и Германик. Тиверий вторгся в их страну из земли херусков и с моря, на судах, и много хавков опять подчинилось Риму. Хавки остались верными Риму после поражения Вара в Тевтобургском лесу и помогали своими отрядами Германику в его борьбе с херусками, но после восстания фризов в 28 году до н.э. они освободились от власти Рима. Позднее Корбулон вступил в их земли, чтобы вновь подчинить их Риму, но должен был отказаться от выполнения этого плана.
Во втором веке их упоминает Птолемей. Дидий Юлиан произвел очередное вторжение в земли хавков, вынудившее его вести войну с ними. Уже в I в. от Р. Х. хавки занимались морскими грабежами. Впоследствии хавки перешли реку Эмс, вытеснили бруктеров и заняли места, лежавшие южнее их родины. Они, вероятно, теснили франков, что и заставляло последних усиленно стремиться на запад. В IV веке этноним хавки постепенно отступает на задний план перед более общим названием «саксы», в состав которых они вошли. Оставшаяся на севере и продвинувшаяся западнее часть хавков смешалась с фризами, которые ассимилировали их. Наименование населения этих местностей (в несколько измененной форме «хугов») встречается ещё у англосаксонских писателей. В современном немецком языке этноним Хаук сохраняется как фамилия.